# Kiáltás (folyóirat)
A Kiáltás be nem bejelentett szamizdat irodalmi folyóirat volt az 1960-as évek végén.
A lapot a veszprémi fiatalok művész köre, a Cserhát Klub alapította (Bornemisza Attila, Korona László, Szentesi István, Bérces István). A stencillel sokszorosított, nem engedélyeztetett lap két évfolyamot ért meg: 1969–1970–1971-ben működött. A Veszprémi Napló újságírói segítették a szerkesztését.(Bodó Sándor újságíró.) Különböző vállalatok gépein sokszorosították. A Vízműveknél, a KIK-nél. Egyszer az egyetem nyomdájában is, persze titokban. Maga a lap A/4, majd A/5  formátumú volt. A fiatalok szórakozóhelyeken, moziban, fellépéseken, rendezvényeken és utcán árulták.
A rendőrség kétszer elkobozta és súlyos büntetést helyezett kilátásba. A fiatalok ezután sem adták fel, megszűnéséig volt olvasótábora. Egy-egy szám 400 példányban kelt el.
Általában lázadó verseket, könyvkritikákat és saját verseket, a Cserhát Klub híreit olvashatták benne, és a Beatles együttes és más akkori együttesek dalainak magyar szövegeit is közölte. Politika csak nagyon elvétve volt a lapban. Kisebb könyvrecenziókkal és kritikákkal bővült, majd a Töprengés rovatban a szerelemről, a szeretetről és általában az életről volt szó.
Váci Mihály, Baranyi Ferenc, Ihász-Kovács Éva, Cserhát József költőkről szerepeltek a lapban kisebb cikkek, a Cserhát Művész Kör megyei sikereiről, különböző városokban irodalmi estekről tényfeltáró cikkek, és elemzések.
A lap a város művelődését is figyelemmel kísérte és szerzői estekről, koncertekről adott hírt.
Ma már csak mutatóban látható a Cserhát Művész Kör archívumában.

## A lapban megjelent szerzők
- Cserhát József
- Ihász-Kovács Éva
- Korona László
- Moravecz Hajnalka
- Szentesi István
- Baranyi Ferenc
- Váci Mihály
- Simon István
- Balog István
- Csernyi László
- Koncz István
- Bérces István
- Balogh István
- Baki László
- Somos Péter